# Juan Sáez Pérez
Juan Sáez Pérez (Valladolid, 7 de marzo de 2002) es un baloncestista profesional español. Se desempeña en la posición de alero y actualmente juega en el Real Valladolid Baloncesto de la Liga LEB Oro.

## Trayectoria deportiva
Es un jugador vallisoletano formado en las categorías inferiores del Real Valladolid Baloncesto. Durante la temporada 2019-2020, compagina su presencia en el primer equipo con un rol destacado en el equipo filial que milita en Liga EBA.
En la temporada 2020-21, formaría parte del Real Valladolid Baloncesto de la Liga LEB Oro.